# ファインセラミックス

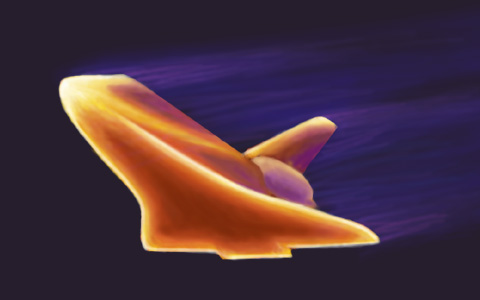
ファインセラミックスで覆われたスペースシャトルの大気圏突入時の想像図。温度は1500度を超える

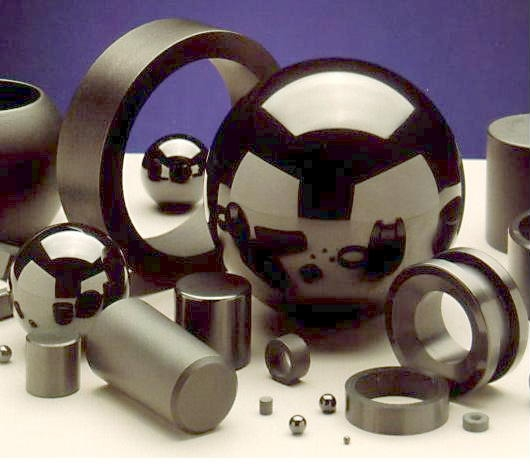
セラミックスでできたベアリング部材　Si_{3}N_{4}

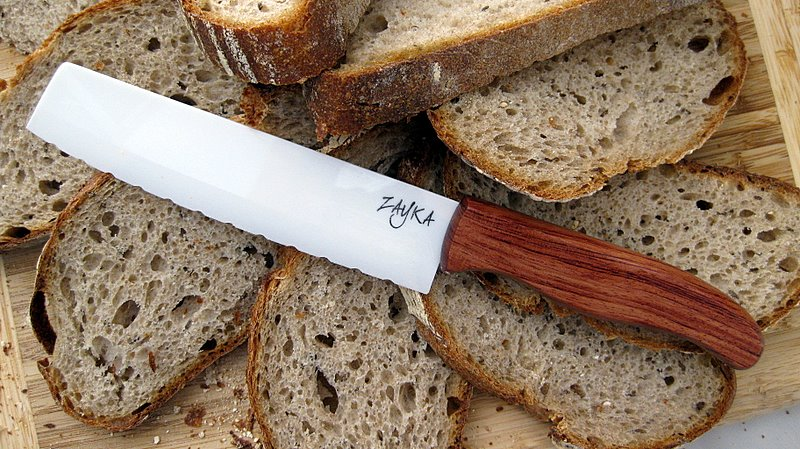
セラミックス製ナイフ

ファインセラミックスとは、セラミックスのうち組成や組織、形状、製造工程を精密に制御し、新しい機能や特性をもたせたもの。ニューセラミックスと呼ばれることもある。また、英語ではAdvanced ceramicsまたはTechnical ceramicsという。

## ファインセラミックスの分類
構造用セラミックス
- 高強度セラミックス

歯科の歯修復などに用いられることが多くなったが保険適用外である。
機能性セラミックス
- 超伝導セラミックス
- 非線形光学セラミックス
- 抗菌性セラミックス

イオン伝導性セラミックス
高温でイオン伝導性を持つセラミックで固体酸化物燃料電池や自動車の排気に含まれる酸素を検出する酸素センサーやアルカリ金属熱電変換機やナトリウム・硫黄電池等の溶融塩電池に使用される。
セラミック磁性体
フェライト磁石や磁気テープ、フロッピーディスク等に使用される。

## ファインセラミックスの例
- チタン酸バリウム
- 核燃料 - 高度に精製された金属酸化物（UO₂やPuO₂）を焼成したものであり、れっきとしたファインセラミックスである。
- ニューガラス - 非晶質物質がもつ特定の機能が最大限発揮されるよう作られたガラスのこと。
- ニューカーボン - 新しい形態や機能をもつ炭素材料のこと。

## 関連団体
- 社団法人日本ファインセラミックス協会
- 財団法人ファインセラミックスセンター